# Bahnhofplatz (Zürich)
Der Bahnhofplatz ist ein Platz am Rande der Altstadt von Zürich südlich des Hauptbahnhofes. Er bildet den nördlichen Abschluss der Bahnhofstrasse und wird gestalterisch vom Alfred-Escher-Brunnen dominiert. Auf dem Platz befindet sich eine Tramhaltestelle, darunter ein Teil der Einkaufspassage Shopville und des Tiefbahnhofs der Sihltal-Zürich-Uetliberg-Bahn (SZU).

## Geschichte
Der langgezogene, rechteckige Platz entstand anlässlich der Planung des Bahnhofquartiers und des Baus des Hauptbahnhofes, der 1871 vollendet wurde. Die Nordseite wird vom Bahnhof dominiert, die südliche und westliche von Wohn- und Geschäftshäusern. Die meisten wurden als Blockrandbebauung zwischen 1877 und 1882 erstellt. 1895 wurden das Café Du Nord durch den Neubau des Hotels du Nord ersetzt. In der Mitte des Platzes steht das Alfred-Escher-Denkmal von 1889. Es steht in der Achse der Bahnhofstrasse vor dem Haupteingang des Hauptbahnhofes. Westlich davon liegt die Tramhaltestelle Bahnhofplatz. Der Bahnhofplatz wurde zu einer beliebten Adresse für Hotels, Fotofachgeschäften und Reisebüros, die anfänglich vor allem im Dienste der Auswanderer standen.
Ende der 1940er-Jahre wurde ein Neubau des Bahnhofs vorgeschlagen. Die Gleishalle wäre weiter westlich verlegt worden und ein neues L-förmiges Empfangsgebäude wäre entstanden. Der Bahnhofplatz wäre wesentlich vergrössert worden und mit drei Tramhalteinseln versehen worden. Das Projekt wurde nicht umgesetzt.
Das heutige Aussehen erhielt der Bahnhofplatz mit den 1970 abgeschlossenen Bauarbeiten. Er ist seither stark vom Verkehr geprägt: Vier parallele Tramgleise, die Tramhaltestelle «Bahnhofplatz/HB» und die vierspurige Strasse nehmen grosse Teile des Platzes ein. Lange Zeit konnte der Platz von Fussgängern nur am Rand überquert werden; sie wurden durch das Shopville unter dem Bahnhofplatz geleitet. In den 1990er Jahren wurden nach der Eröffnung der S-Bahn Zürich Fussgängerstreifen eingerichtet, welche den Platz zwischen Bahnhof und Bahnhofstrasse queren.
Im Jahr 2012 wurde mit dem Bau der Europaallee eine weitere Aufwertung des Platzes überlegt. Er soll noch fussgängerfreundlicher werden und seine Funktion als Umsteigeknoten besser wahrnehmen. Gleichzeitig soll die Stadtachse Central–Bahnhofplatz–Europaallee aufgewertet werden. In diesem Zusammenhang wird der Ersatz des Hotels «Habis Royal» diskutiert, das als Engstelle in der neuen Stadtachse empfunden wird.

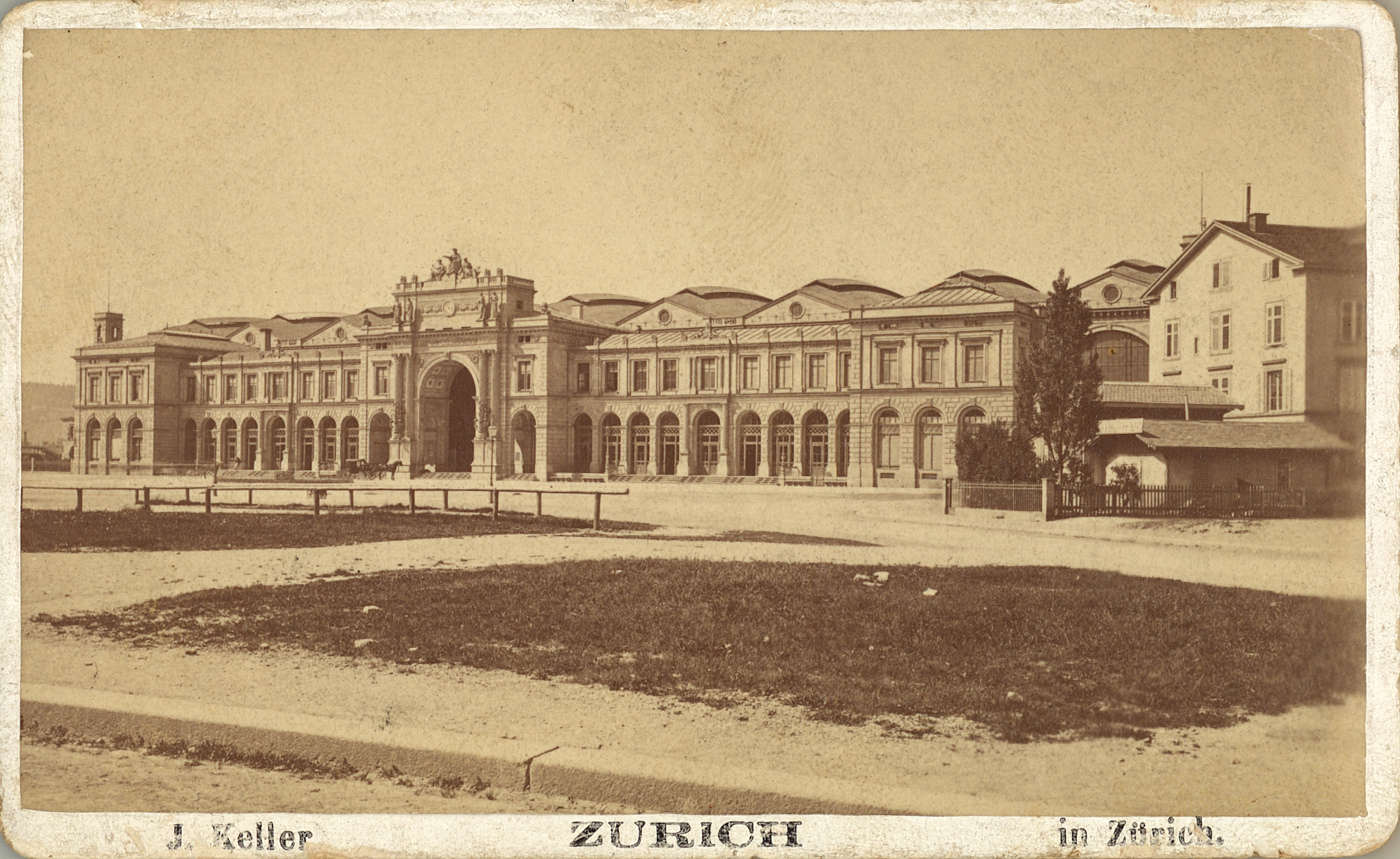
Bahnhofplatz in den 1870er-Jahren
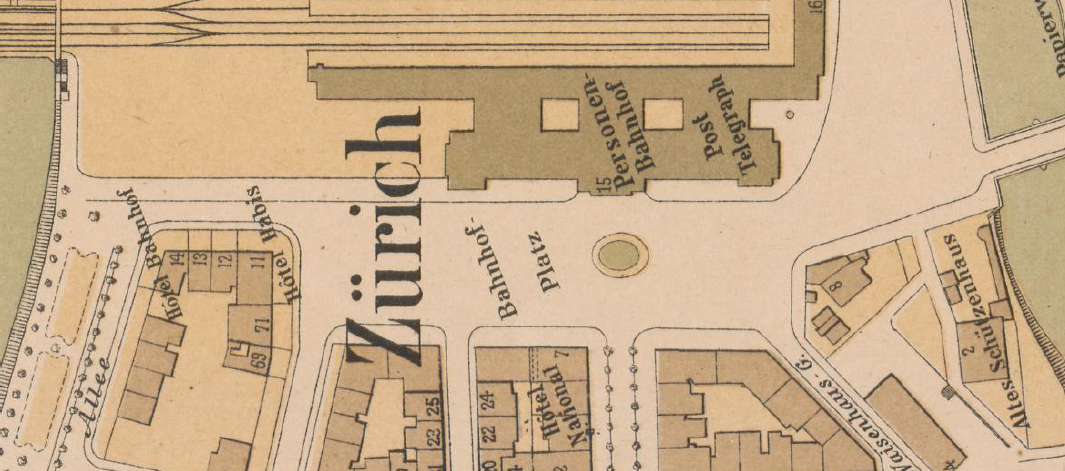
Bahnhofplatz 1881
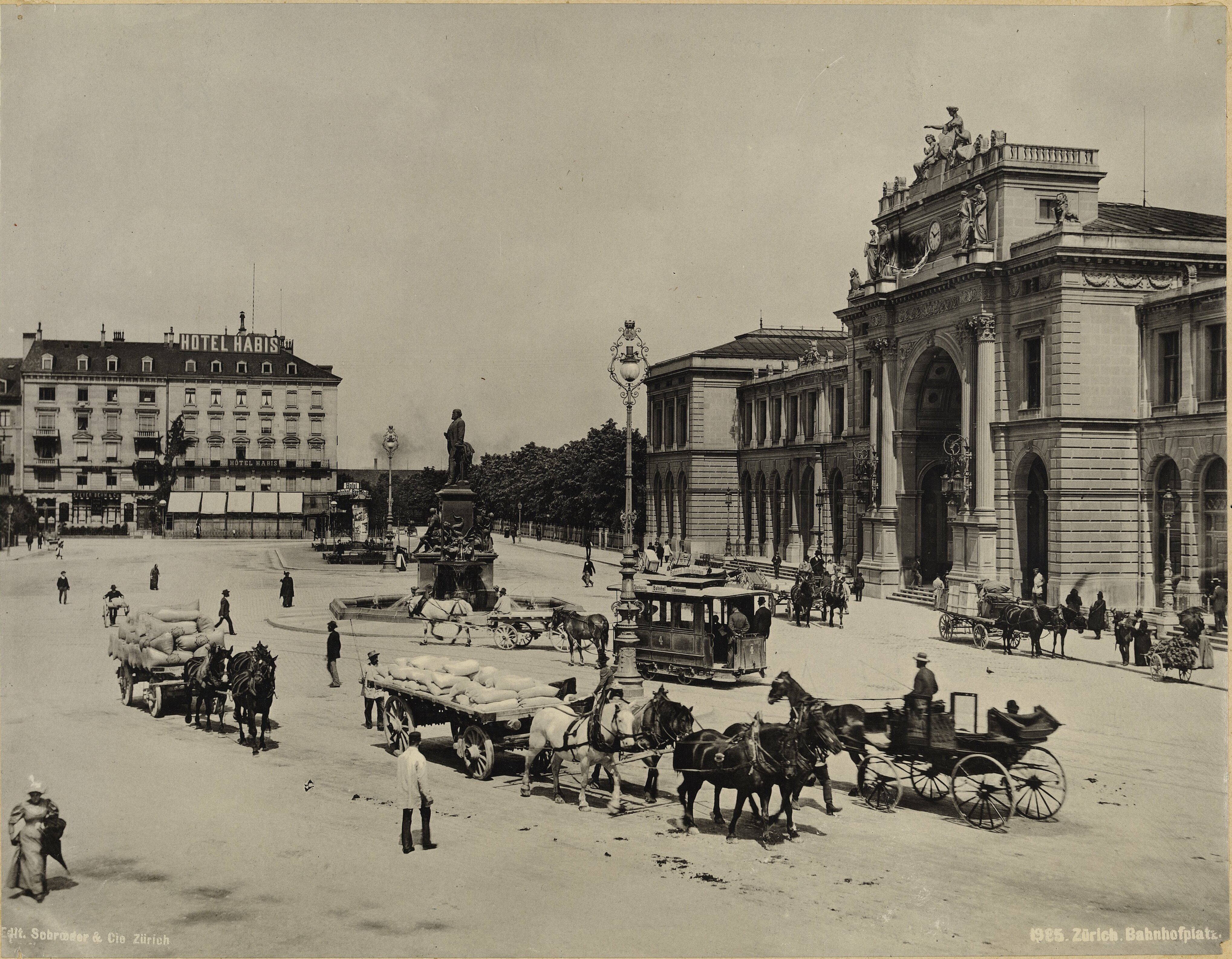
Bahnhofplatz um 1900
Zürich, Bahnhofplatz. Blick gegen das Polytechnikum/ETH, 1907
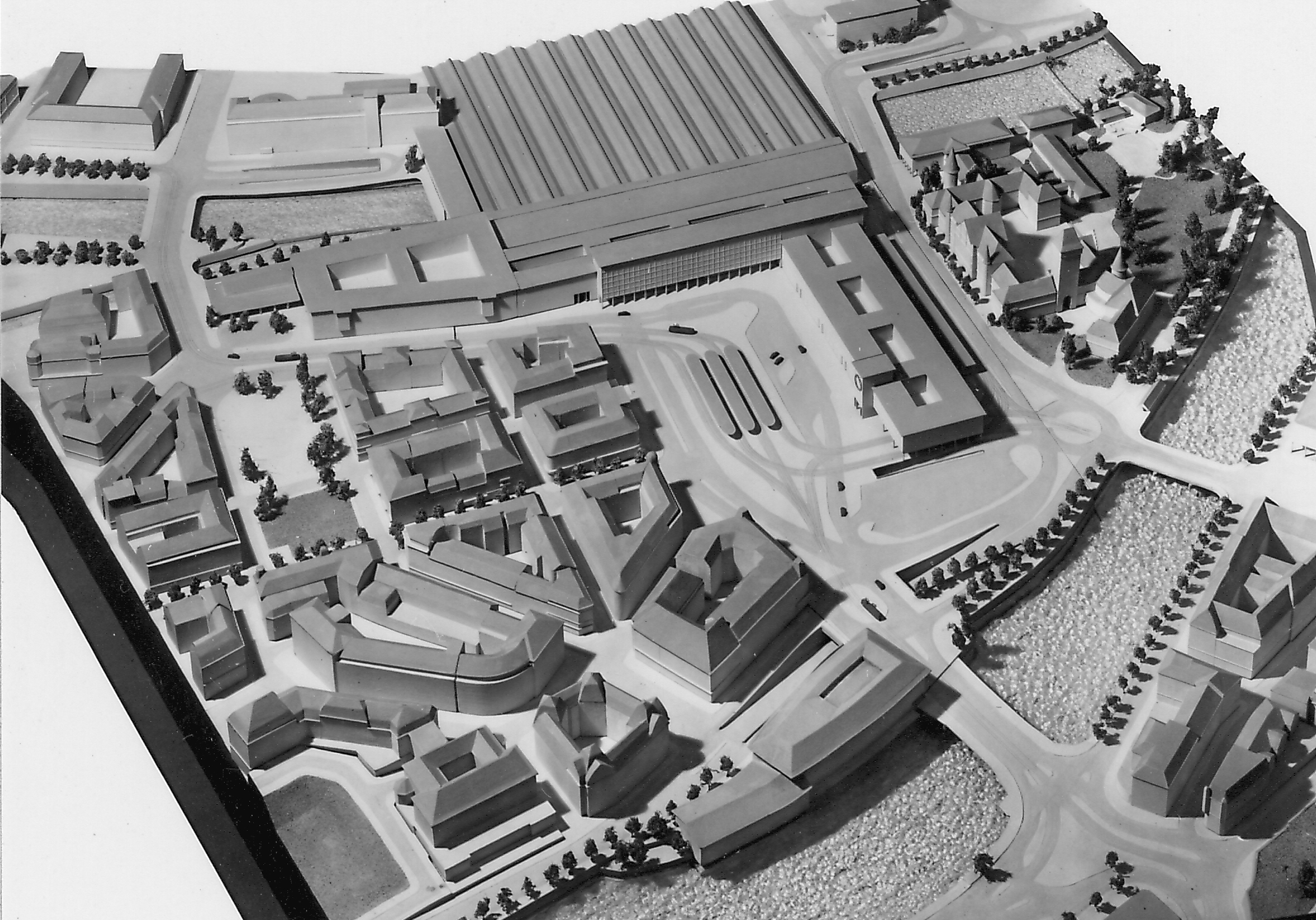
Modell des Bahnhofprojektes von 1947
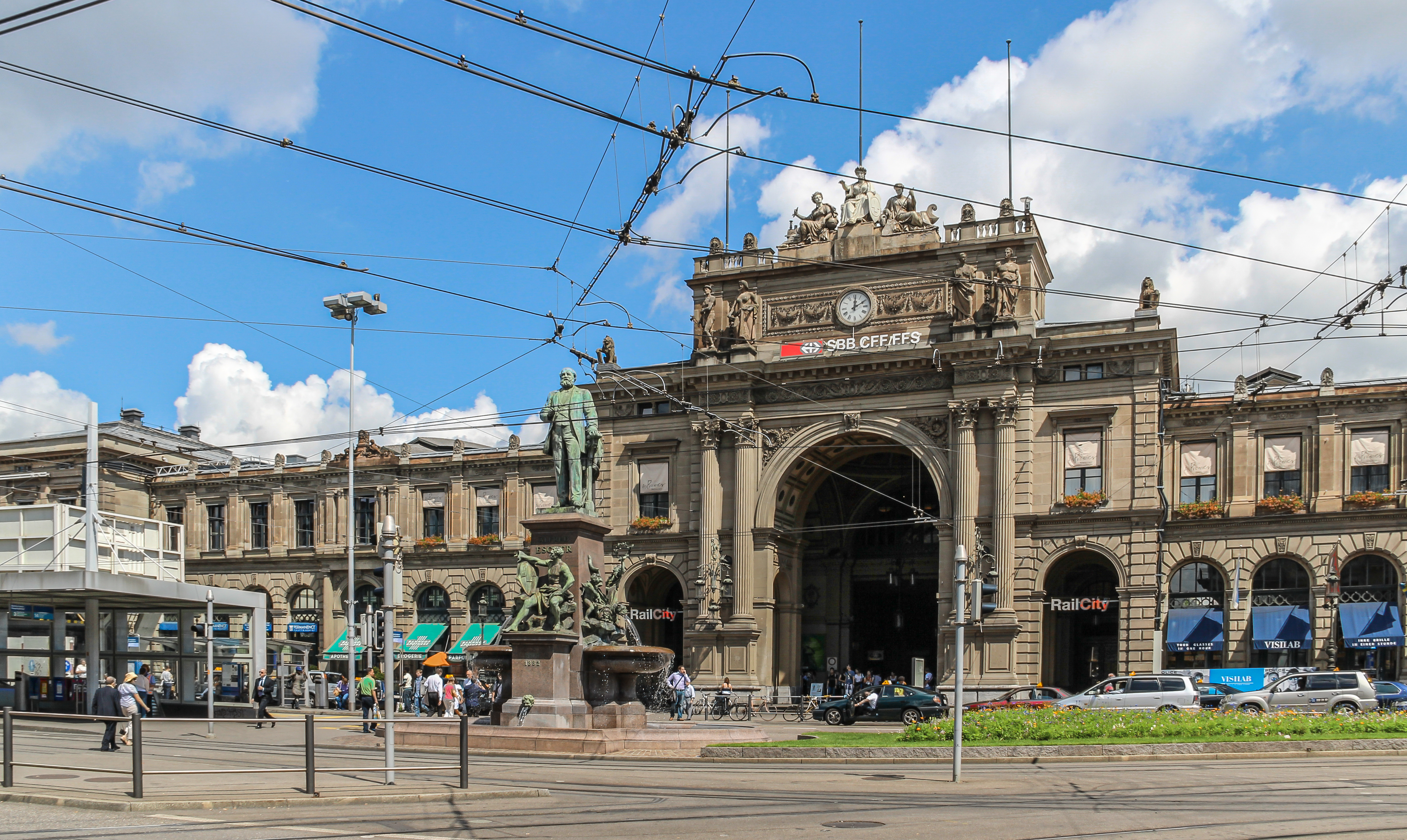
Bahnhofplatz 2011

## Alfred-Escher-Denkmal
Das Denkmal ist dem Eisenbahnpionier Alfred Escher gewidmet, der wesentlich dazu beitrug, Zürich zu einem Eisenbahnknoten zu machen.  Unter der Leitung des Stadtpräsidenten Melchior Römer wurde ein Komitee gegründet, das im Mai 1884 mit einem Spendenaufruf an die Öffentlichkeit gelangte. Der ausführende Künstler war der Bildhauer Richard Kissling, die gegossenen Bronzeteile stammten von H. Gladenbeck & Sohn in Berlin. Am Ende beliefen sich die Kosten für das Denkmal auf insgesamt 178'500 Franken, welche ausschliesslich durch private Spenden aufgebracht wurden.
Der von den Gebrüdern Pfister aus Rorschach in schwedischem Granit ausgeführte Unterbau steht in der Mitte eines Brunnenbeckens. Kissling wollte ein belebendes Element, das vor dem triumphbogenartigen Eingangstor zur Haupthalle zu dominieren hatte. Er erfand dafür wasserspeiende Drachen, die die Bändigung der Naturgewalten beim Bau der Gotthardbahn symbolisieren. Zuoberst erhebt sich das Standbild Eschers, darunter sind Allegorien der Eisenbahnplanung und Erziehung angeordnet. Diese symbolisieren seine Verdienste um das Schulwesen und seine Stärke und Dauerhaftigkeit. Nach lokaler Überlieferung soll der Arzt Gottlieb Bürgi aus Kriegstetten Kissling für das Denkmal Modell gestanden haben. Kissling schuf das Denkmal im Rahmen einer Umgestaltung des Bahnhofplatzes, exakt in der Achse zwischen dem Haupteingang des Hauptbahnhofs und dem Beginn der Bahnhofstrasse. Das Monument galt in linken politischen Kreisen als Provokation und die Armee musste es bei der Einweihung am 23. Juni 1889 vor der verärgerten Arbeiterschaft schützen.
Das Denkmal hat den Bahnhofplatz bereits zweimal verlassen. Das erste Mal, als das Shopville gebaut wurde, verschob man das Denkmal vorübergehend nach Wollishofen. Das zweite Mal verliess Escher seinen Sockel im Rahmen der Kunstaktion «TRANSIT 1999». Die Kunstaktion befasste sich mit der Schwierigkeit, in verdichteten Städten neue Kunstprojekte zu platzieren. Aus diesem Anlass stellte der SP-Kantonsrat Hartmuth Attenhofer die Forderung, dass man die Statue um 180° dreht, da der ursprüngliche Entwurf vorgesehen haben soll, dass Escher den Hauptbahnhof betrachtet. Diese These konnte jedoch nicht belegt werden.

Im Zuge der Denkmaldebatte rund um die Rolle der Schweiz im Kolonialismus und der Sklaverei geriet die Statue erneut in Verruf. Linke Politiker wie Hans Fässler machten 2020 den Vorschlag, das Denkmal in ein Museum zu verlegen oder zumindest ein Hinweisschild anzubringen, welches auf die Schattenseiten Eschers aufmerksam machen würde.

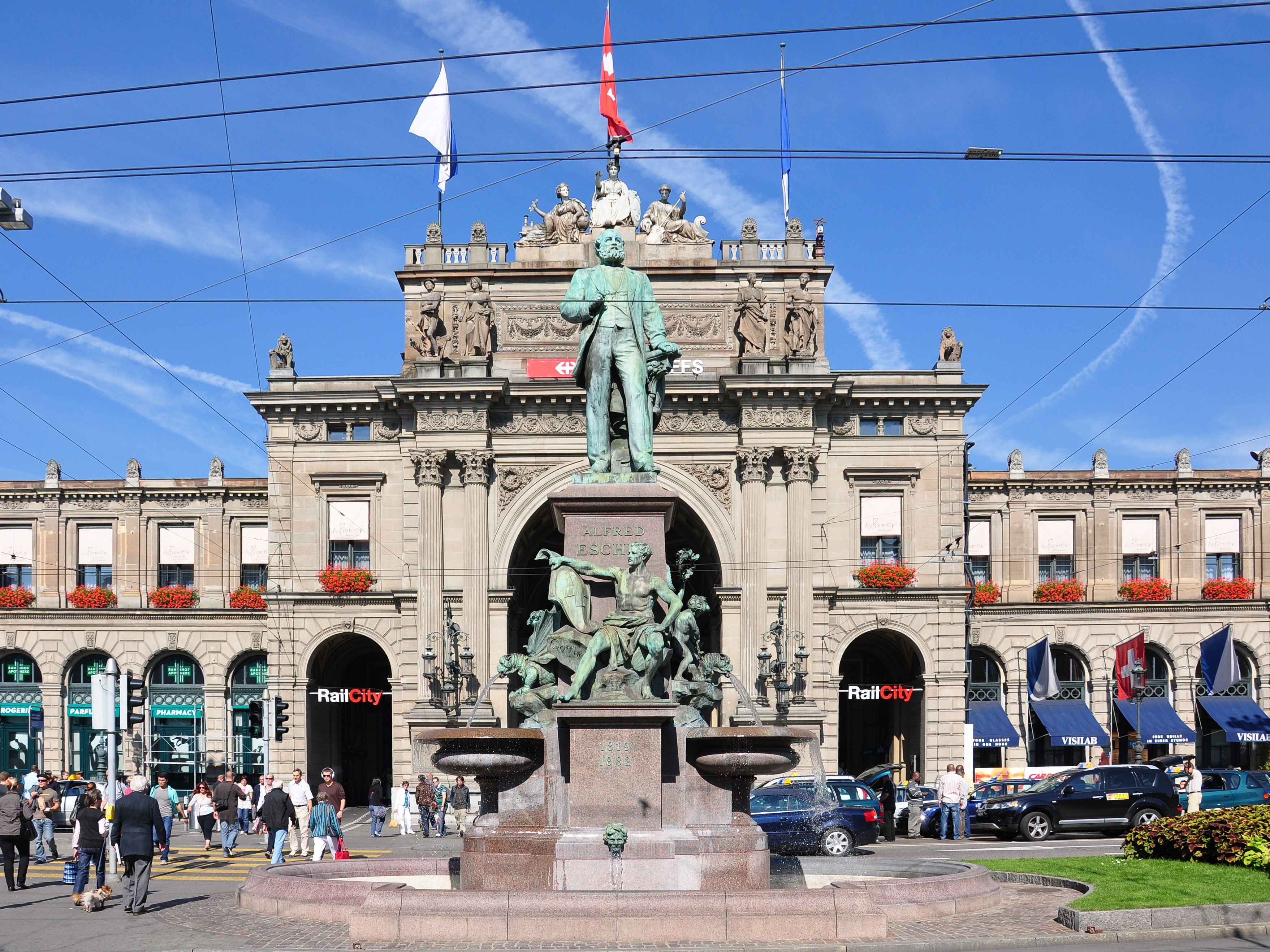
Alfred-Escher-Denkmal und Südportal des Hauptbahnhofes
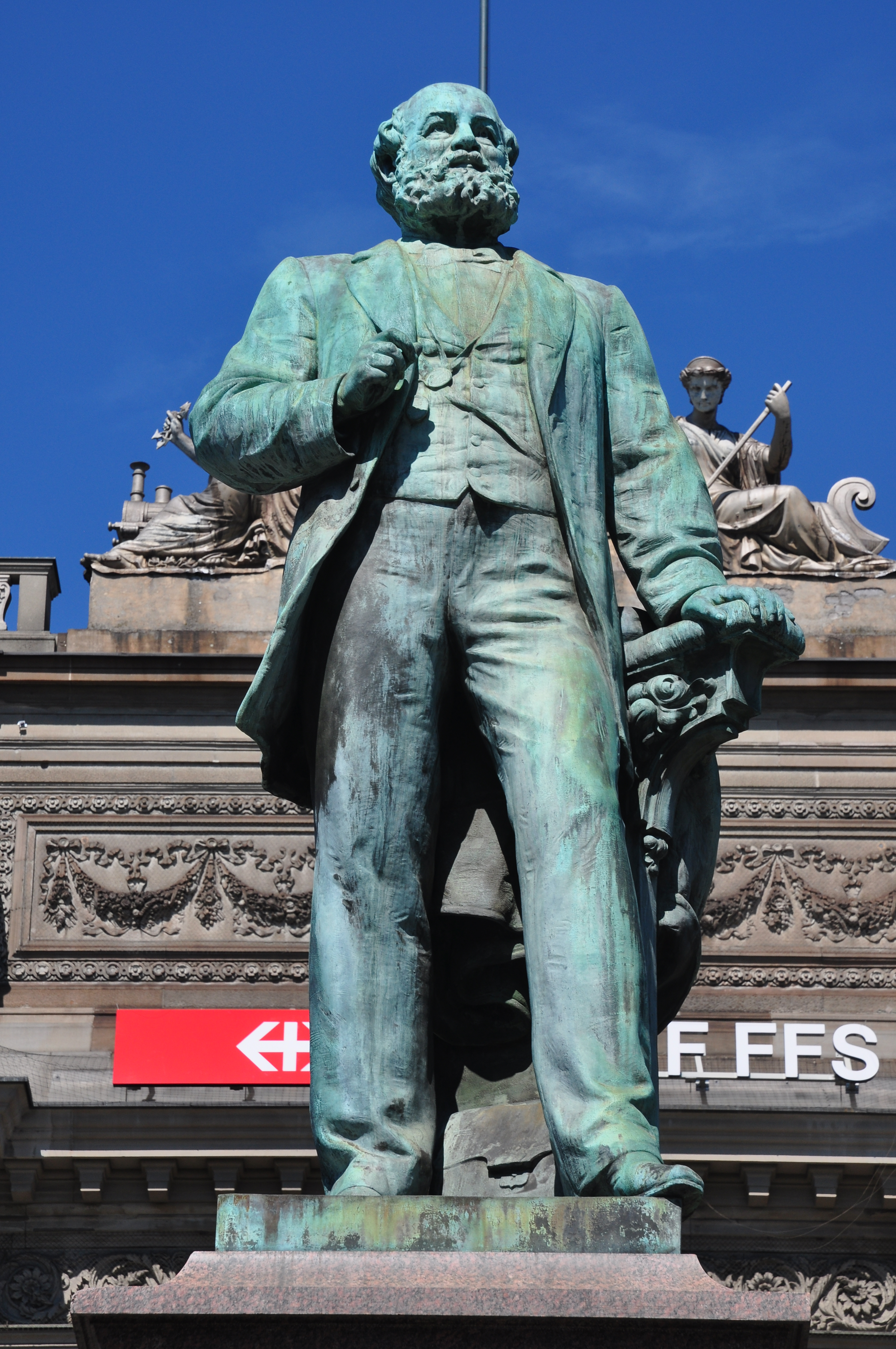
Statue Alfred Escher

## Gebäude am Bahnhofplatz

### Bahnhofplatz 1 und 2 (Hotel du Nord)
Die Bebauung zwischen dem Bahnhofquai und der Waisenhausstrasse besteht aus den Wohn- und Geschäftshauskomplex mit den Hausnummern Bahnhofplatz 1, 2 und Bahnhofquai 15. Das Eckhaus Bahnhofplatz 1 / Bahnhofquai 15 entstand 1894. Eine der ersten Mieterinnen war die Confiserie Schurter im Erdgeschoss. Das Hotel du Nord am Bahnhofplatz 2 an der Ecke zur Waisenhausstrasse folgte 1897. Es ersetzte das pavillonartig gebaute Café Du Nord, indem es im Winter oft sehr kalt war, sodass an die Gäste Wolldecken verteilt wurden. Der typische Blockrandbau im Stil der Neurenaissance und des Neubarocks wurde vom Baumeister Johannes Baur nach den Plänen von Adolf Asper 1893 erbaut. Die gerundeten Eckachsen werden von turmartigen Risaliten flankiert, die ursprünglich mit Dachreitern versehen waren. Die ersten zwei Geschosse sind als architektonischer Sockelbereich ausgeführt. Der Balkon im Eckbau diente der Polizei während des Globuskrawalls als Beobachtungsposten und Podium. In den 2010er-Jahren sollte das Gebäude im Besitz von PSP Swiss Property für 55 Mio. Franken renoviert werden. Während der Arbeiten wurde das Gebäude am 25. August 2018 durch einen Grossbrand schwer beschädigt. Mit 25 Mio. Franken Schadensumme war dies eines der teuersten Einzelereignisse in der 200-jährigen Geschichte der Gebäudeversicherung des Kantons Zürichs.

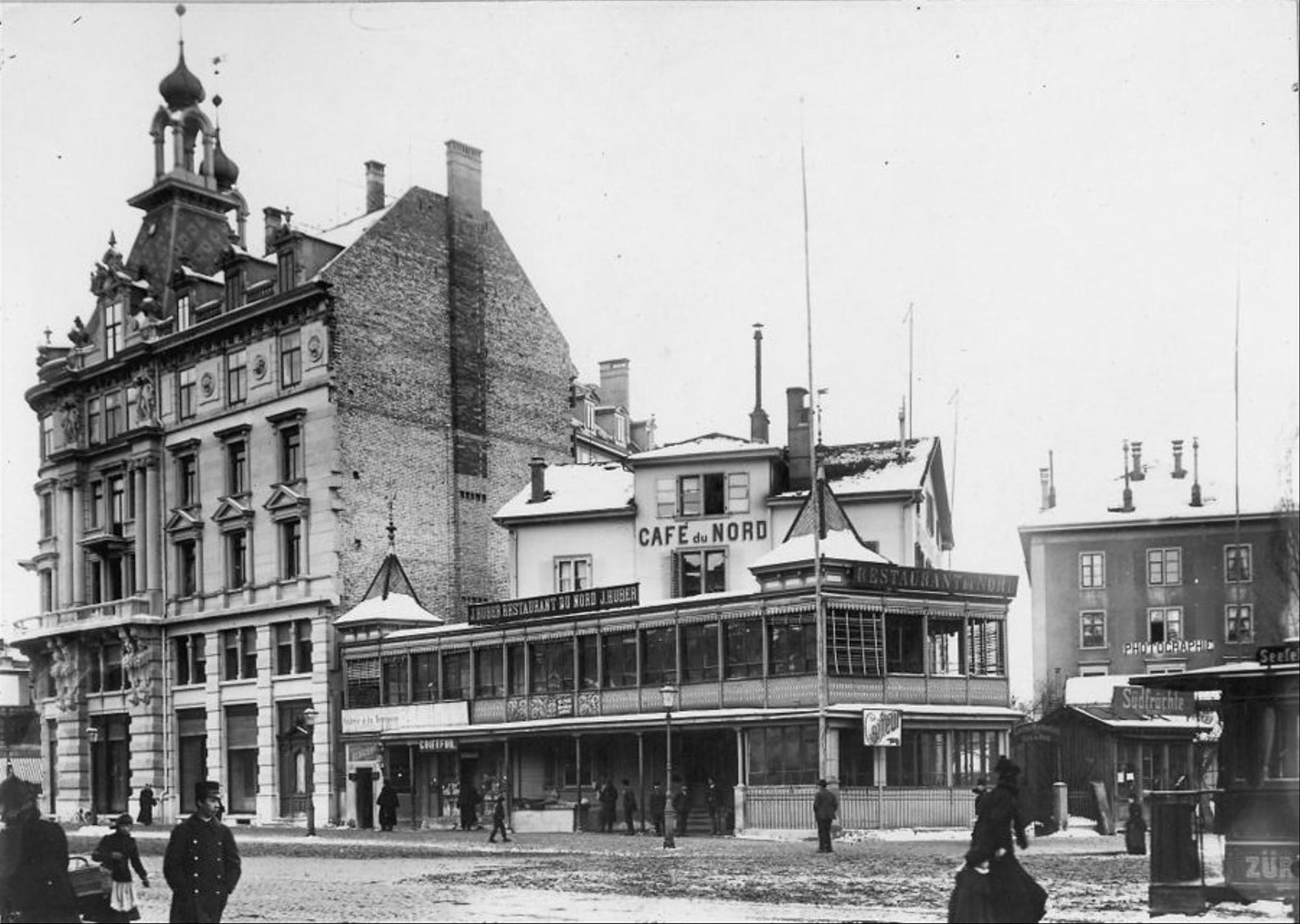
Bahnhofplatz 1 mit Dachreiter auf Resalit und altes Café du Nord am Bahnhofplatz 2 (1894)
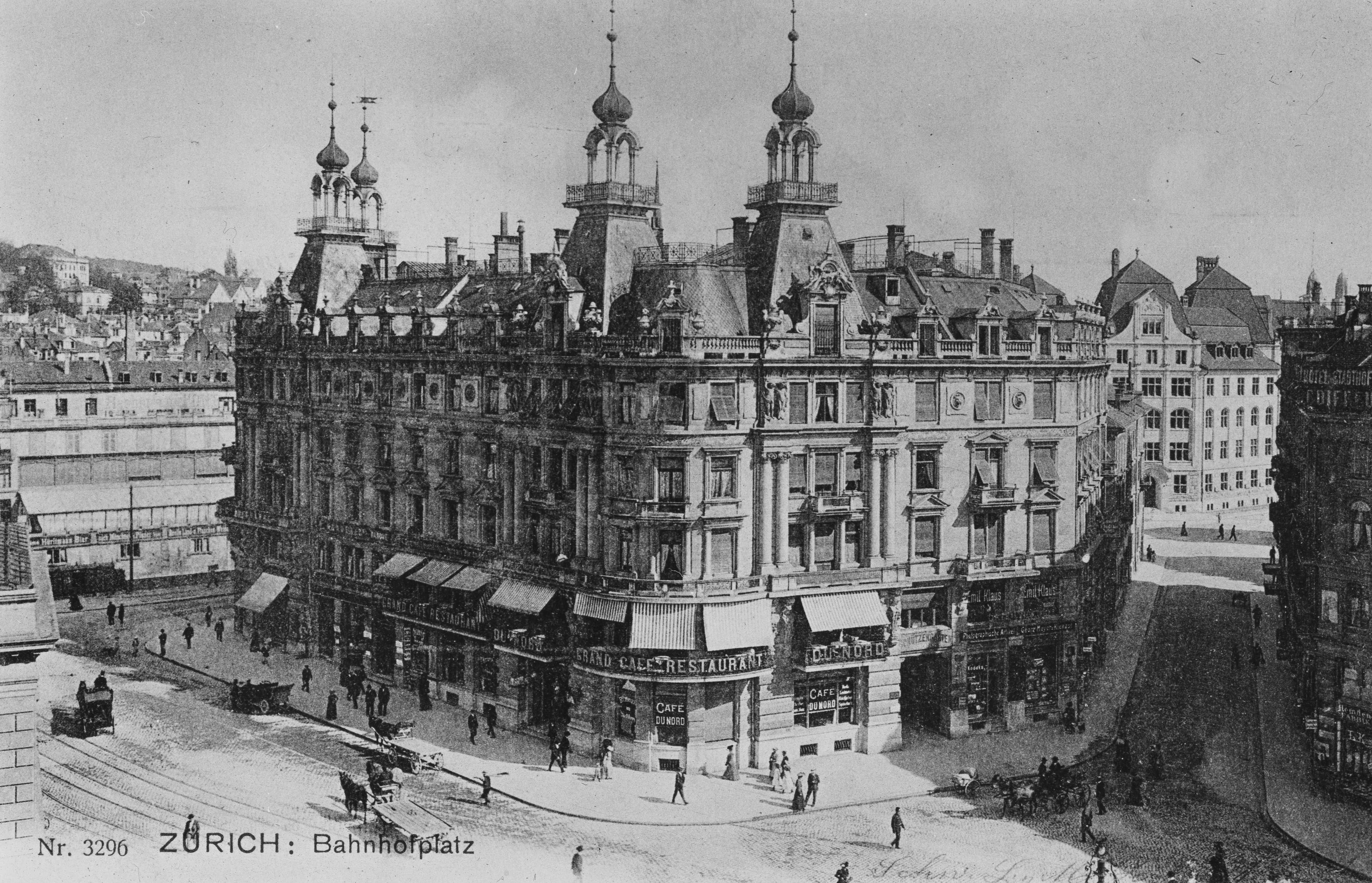
Bahnhofplatz 1 bis 3 in den 1890er-Jahren, noch mit Dachreitern
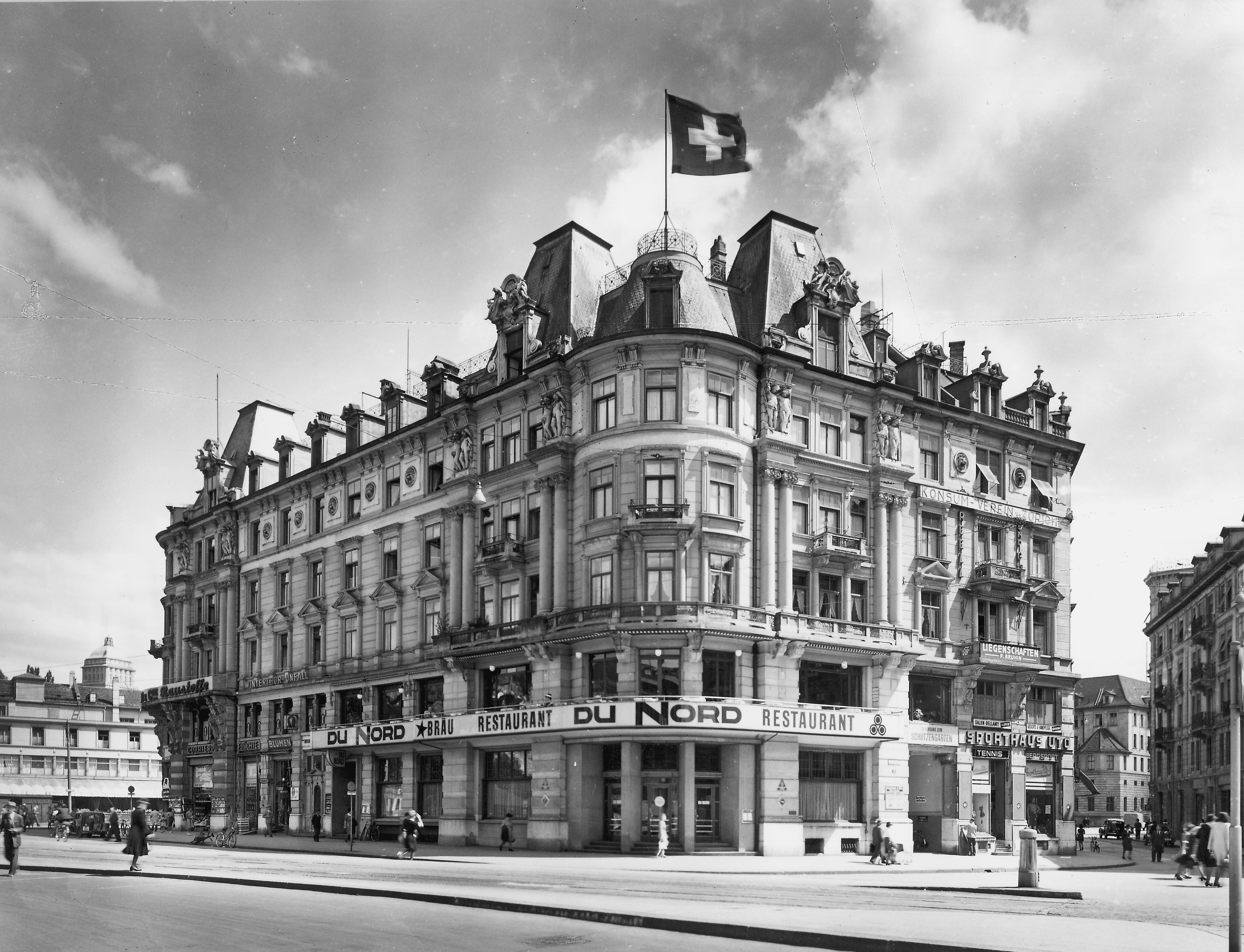
Bahnhofplatz 1 bis 3, die Dachreiter sind entfernt (1948)

### Bahnhofplatz 3
Das Haus am Bahnhofplatz 3 gehörte ursprünglich auch zum oben genannten Gebäudekomplex von Adolf Asper. Es wurde 1896 als letztes Haus gebaut, Mieter war der Konsumverein Zürich. Im Jahre 1955 wurde das Haus abgebrochen und durch einen Neubau in Stahl und Glas von Ernst Schär und André Bosshard ersetzt.

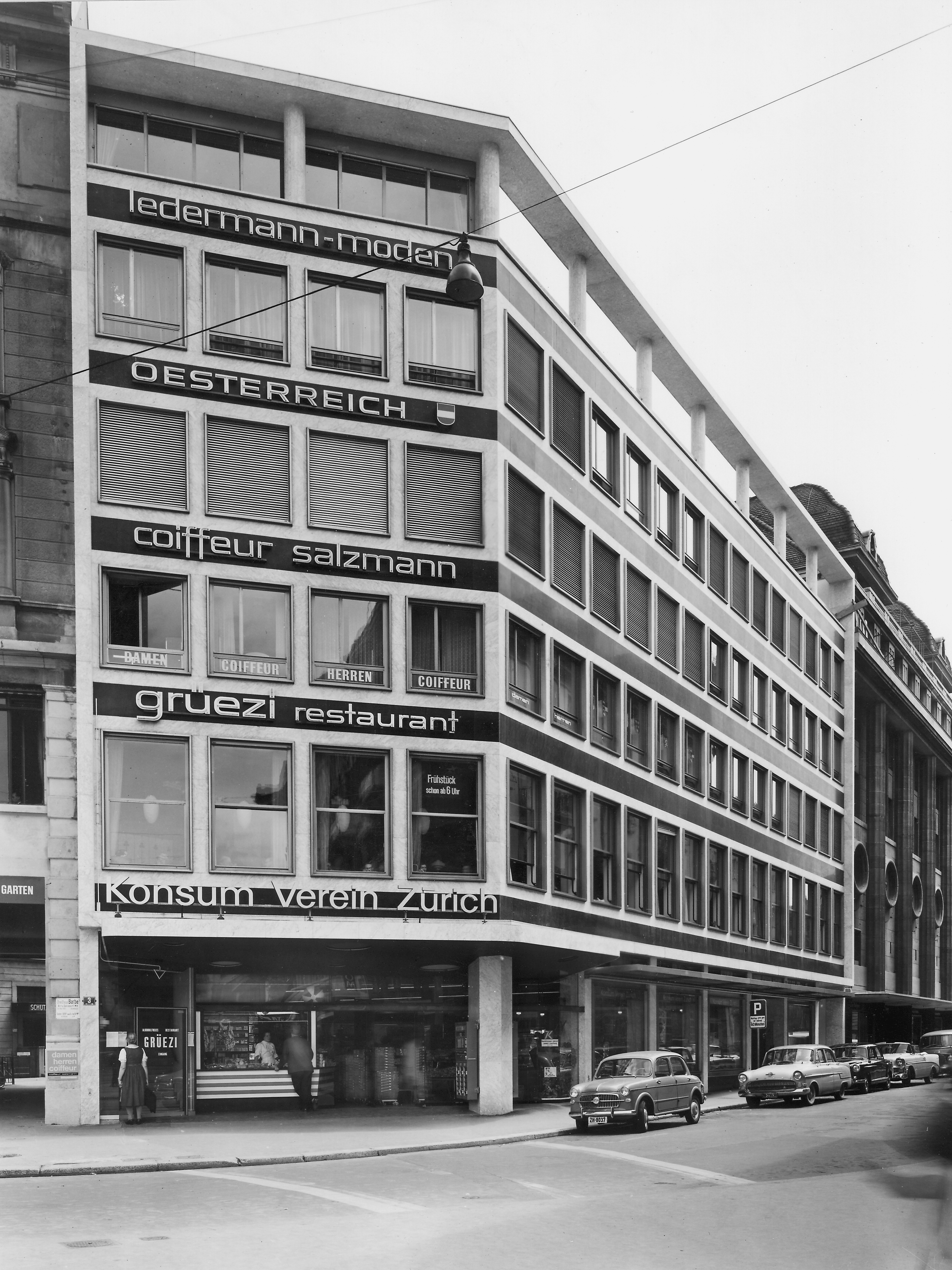
Neubau Bahnhofplatz 3 (1957)

### Bahnhofplatz 4 bis 6
Zwischen der Waisenhausstrasse und der Bahnhofstrasse steht der Wohn- und Geschäftshauskomplex mit den Hausnummern Waisenhausstrasse 15, Bahnhofplatz 4 bis 6 und Bahnhofstrasse 108 bis 110. Er wurde in den Jahren 1880 und 1881 nach Plänen von Heinrich Honegger und Julius Bosshart errichtet. Die Fassade war ursprünglich im Neurenaissance-Stil gehalten, die dekorativen Stuckelemente wurden aber später entfernt. Das Eckhaus Bahnhofstrasse 110 mit dem turmartigen Risalit wurde 1904 von Pfleghard und Haefeli umgebaut. Es war eines der ersten Häuser an der Bahnhofstrasse mit Verkaufsgeschoss in der zweiten Etage und reiner Büronutzung in den oberen Stockwerken. Das zum Ensemble gehörende Haus an der Bahnhofstrasse 108 wurde 1957 abgebrochen und durch einen Neubau mit neuzeitlicher Fassade ersetzt.

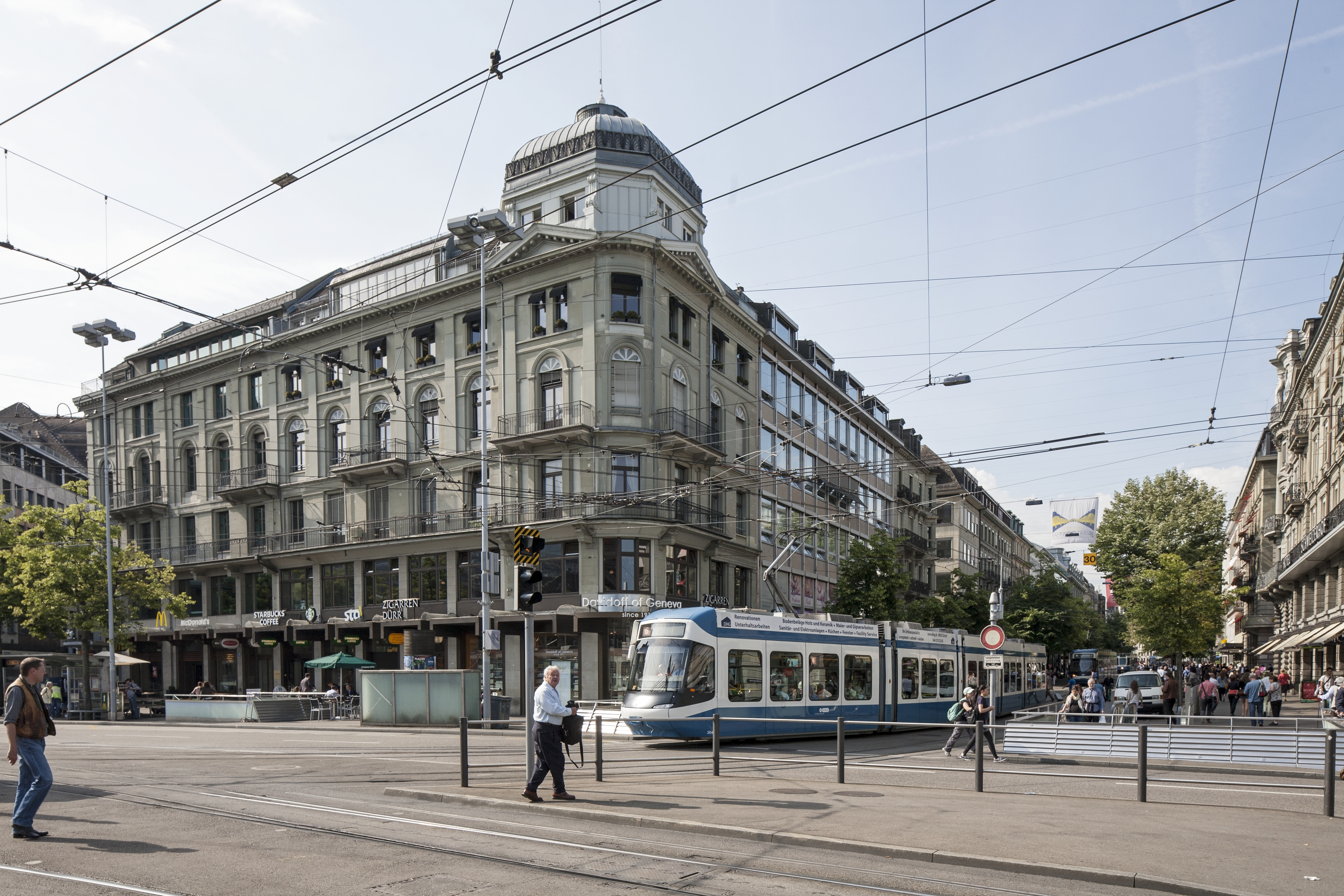
Bahnhofplatz 4 bis 6 (2013)
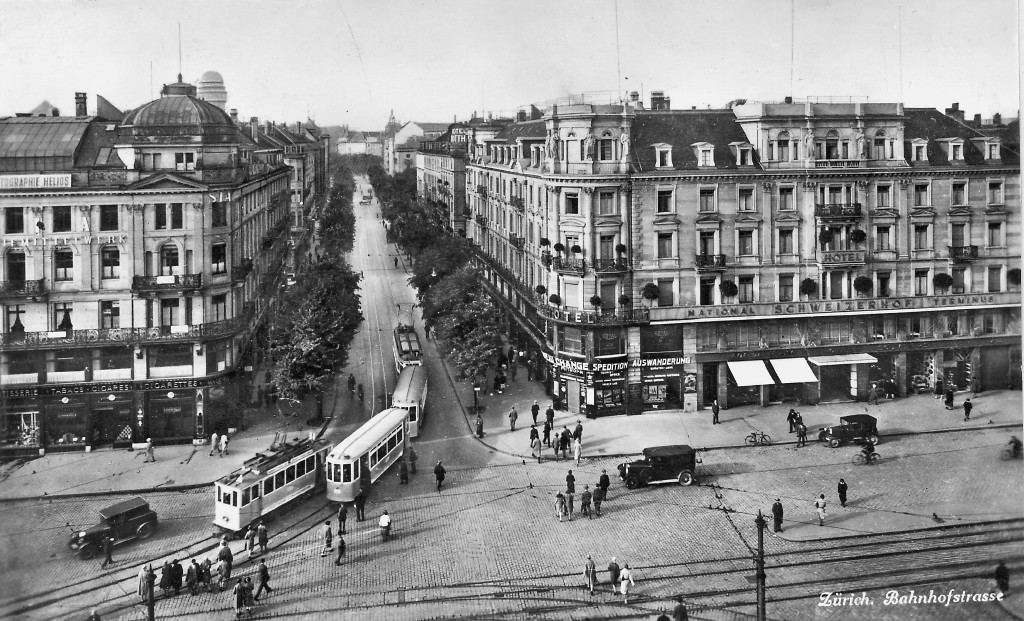
Eingang zur Bahnhofstrasse mit Bahnhofplatz 6 auf der linken Seite und Hotel Schweizerhof auf der rechten Seite

### Hotel «Schweizerhof»
Der Gebäudekomplex mit dem Hotel «Schweizerhof» liegt zwischen der Bahnhofstrasse und der Lintheschergarsse. Er belegt die Hausnummern Bahnhofplatz 7 und Bahnhofstrasse 91–93, die Hausnummer Lintheschergasse 24 wurde aufgehoben. Das Hotel wurde in zwei Etappen zwischen 1877 und 1881 erbaut. Die Pläne stammten von Heinrich Honegger und Julius Bosshard, welche auch die Bauleitung hatten. Das Gebäude wurde 1908 von Pfleghard und Haefeli umgebaut. 1930 erfolgte ein erneuter Umbau durch Otto Honegger. Die Sandsteinfassade zeigt sich im typischen Nobelhotel-Erscheinungsbild, mit karyatidengeschmückten Eckrisaliten. Das Hotel trug zu Beginn den Namen Hotel «National», wurde 1883 zum «Grand Hotel National», 1918 zum Hotel «Schweizerhof National» und trägt seit 1979 den offiziellen Namen «Hotel Schweizerhof Zürich». Im Erdgeschoss eröffnete Alfred Kuoni, der Gründer der Kuoni Reisen Holding AG, 1910 ein Reisebüro.

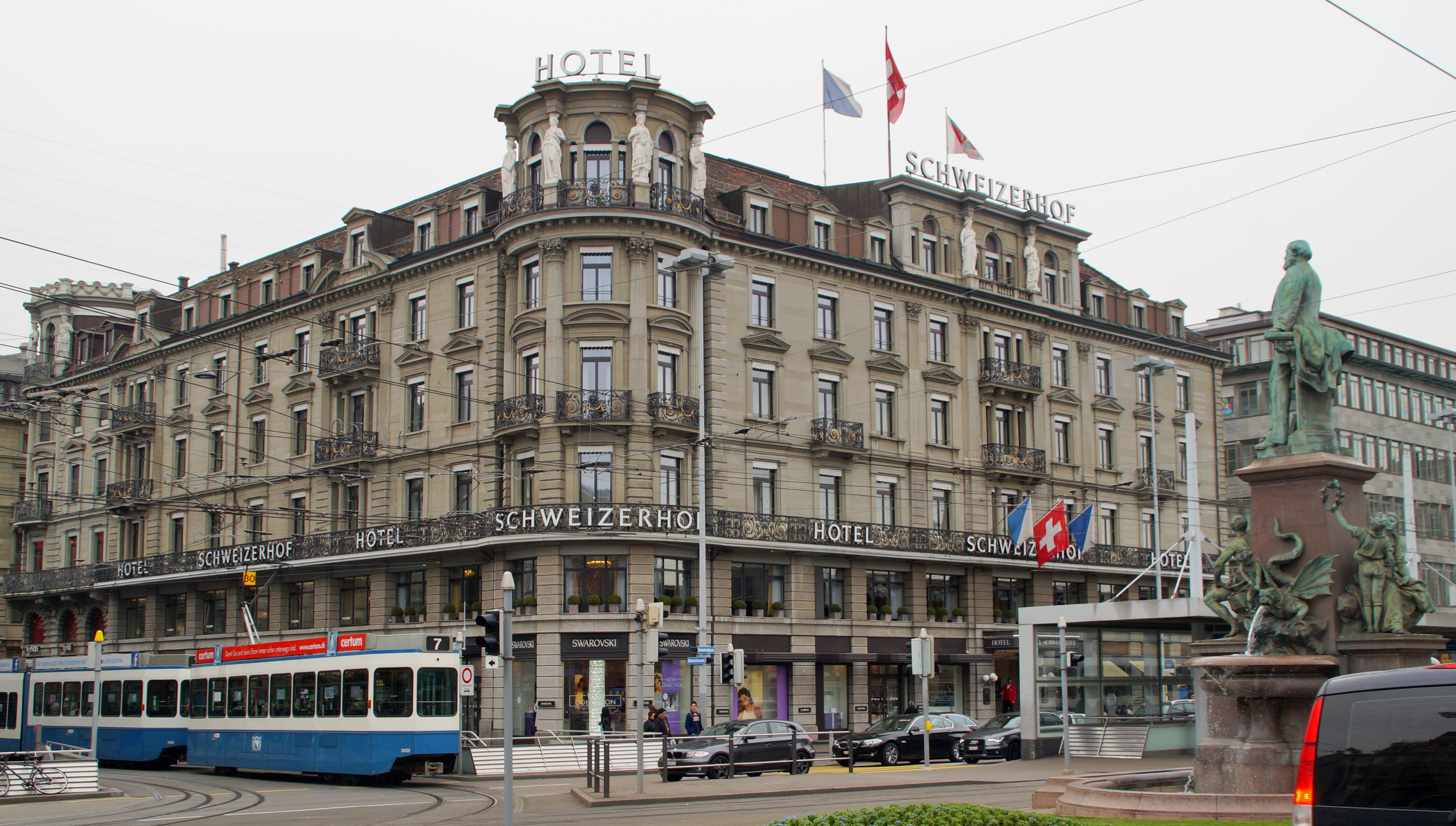
Hotel Schweizerhof 2015

### Hotel «Victoria»
Das Haus Bahnhofplatz 9 ist das ehemalige «Grand Hotel Victoria». Es wurde 1880 vom Baumeister A. Egloff nach Plänen von Albert Mayerhoffer erbaut. Der ursprüngliche Bau war im Stil der Neurenaissance und der Kolossalordnung gehalten. 1900 wurde es von Albert Lüthy umgebaut und 1931 zugunsten eines Neubaus abgerissen, in dem sich seit 2016 die einzige Filiale von Franz Carl Weber in der Zürcher Innenstadt befindet.

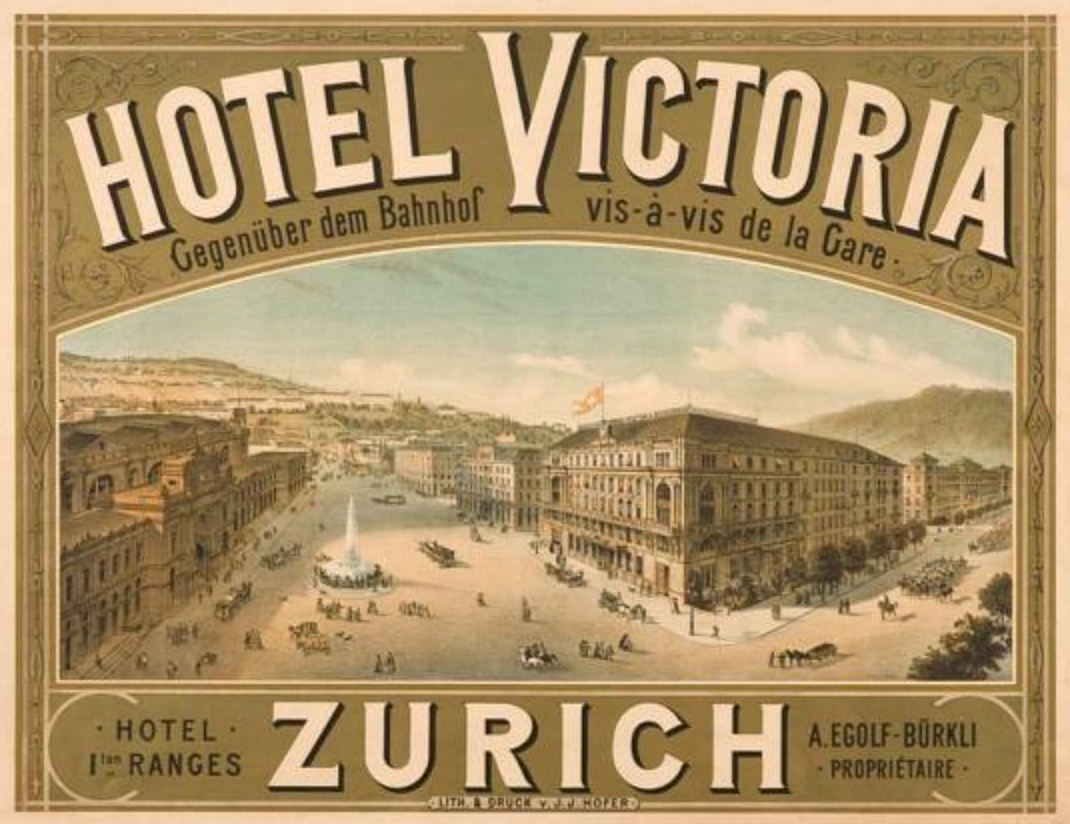
Plakat Hotel Victoria
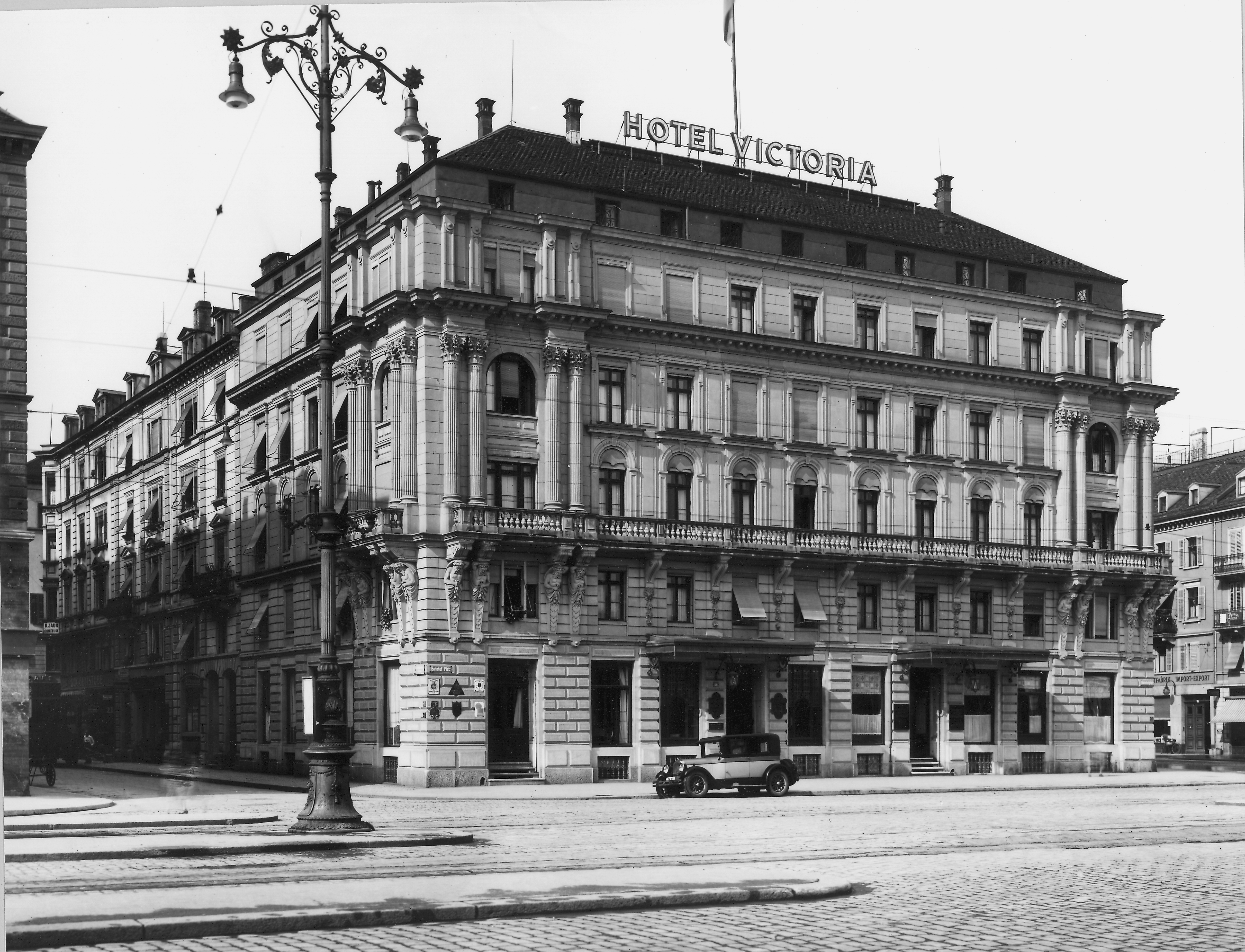
Grand Hotel Victoria 1930
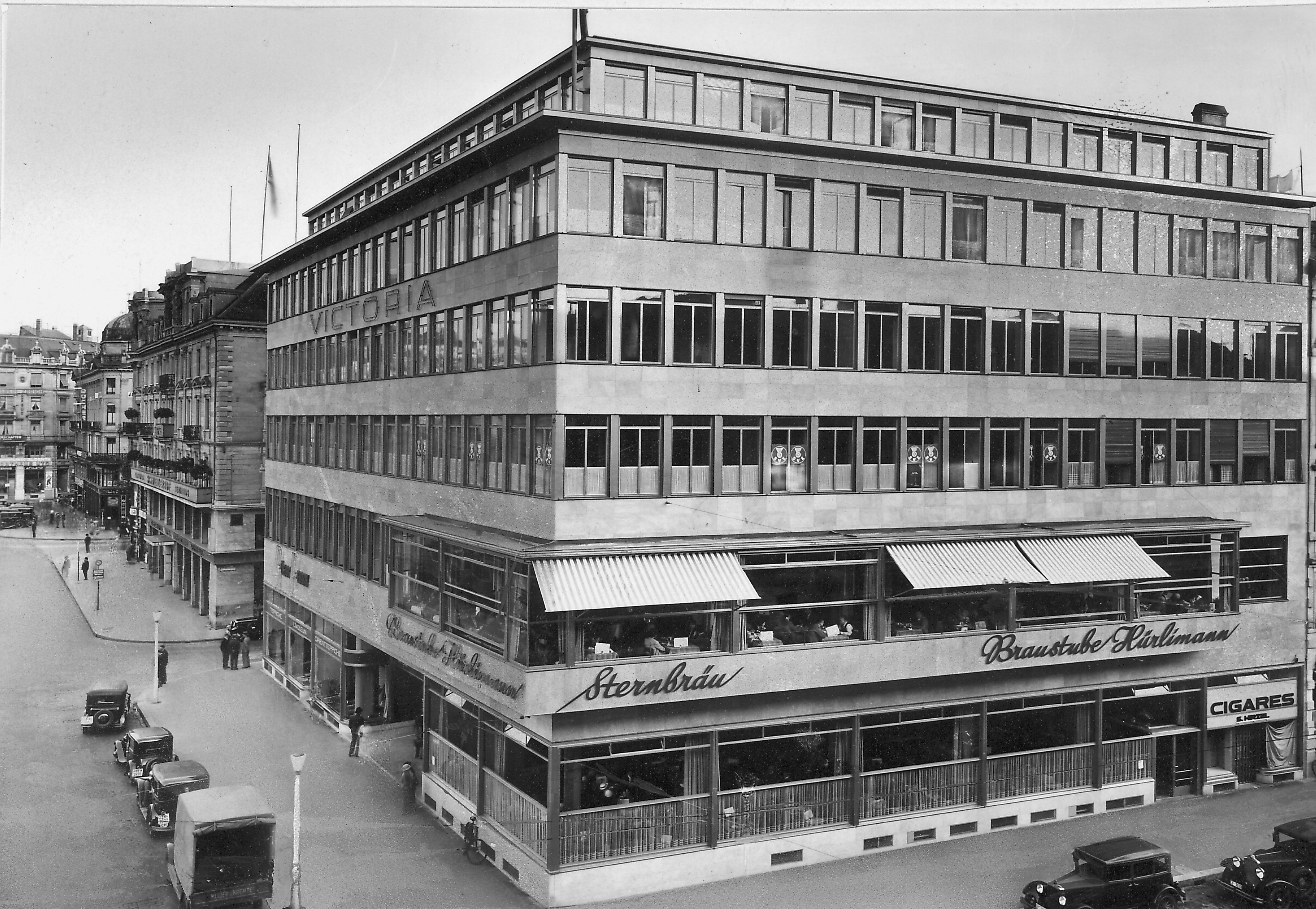
Ersatzbau Bahnhofstrasse 9 um 1935

### Mehrfamilienhaus
Das Haus Bahnhofplatz 12 ist ein Mehrfamilienhaus, da bis in die 2000er-Jahre die Hausnummer Löwenstrasse 71 trug. Die Hausnummer Bahnhofplatz 12 wurde erst frei, nachdem der gesamte Häuserkomplex des Hotel Habis Royals den Hausnummern 14 und 14a zugeordnet wurde. Das Mehrfamilienhaus in der Flucht der Löwenstrasse wurde 1878 nach den Plänen von Albert Mayerhofer von J. Hardmeyer-Jenny erbaut. In den 1920er-Jahren war das Sporthaus «Olympia» der Familie Bächtold Mieter des Erdgeschosses. Ab 1930 war das Reisebüro H. Meiss Mieter des Erdgeschosses, musste aber 1948 Konkurs anmelden. Das Reisebüros hatte die Vertretung des Dampferlinien Cunard Line und Hamburg Süd inne.

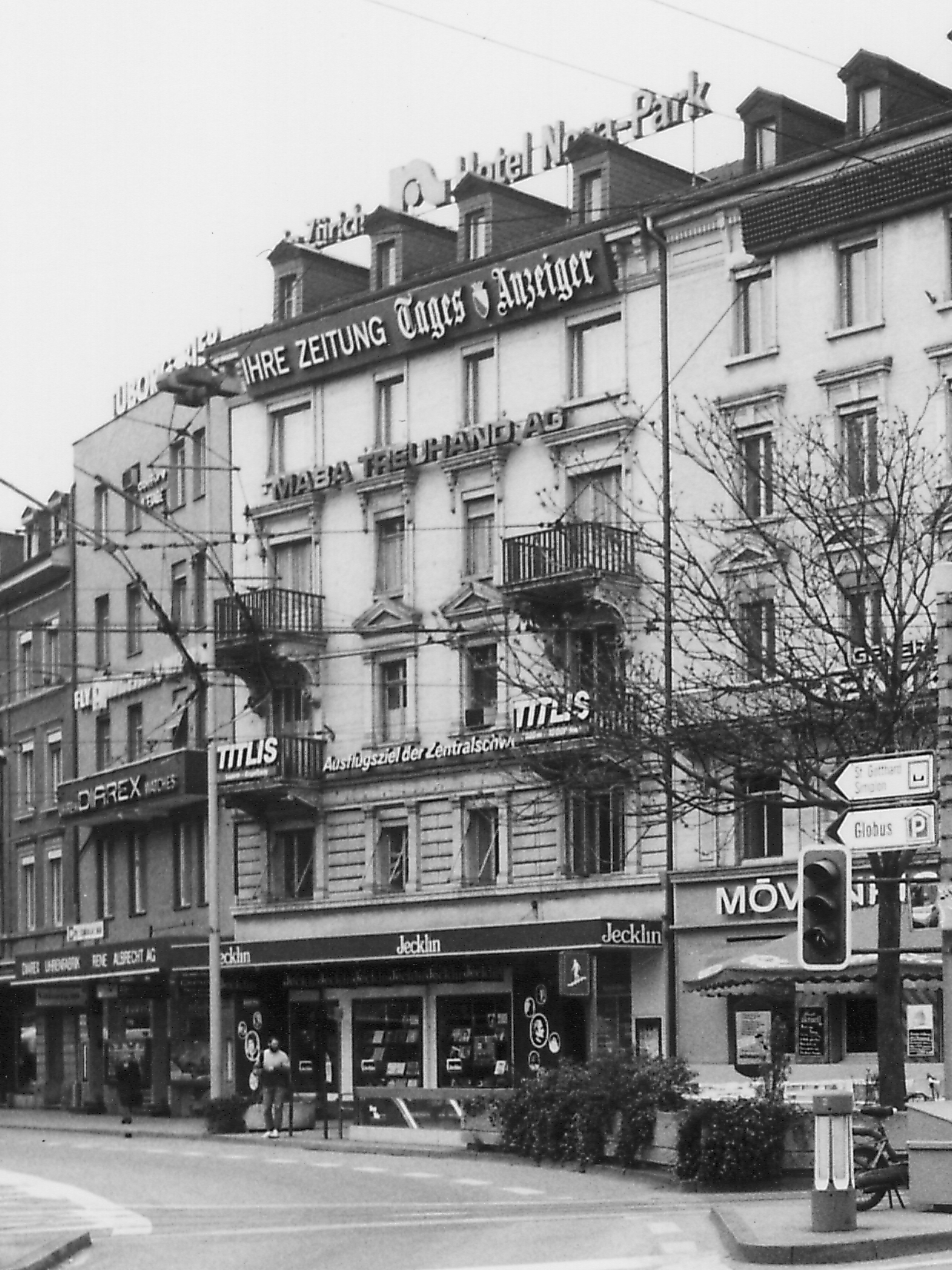
Bahnhofstrasse 12 (1985)
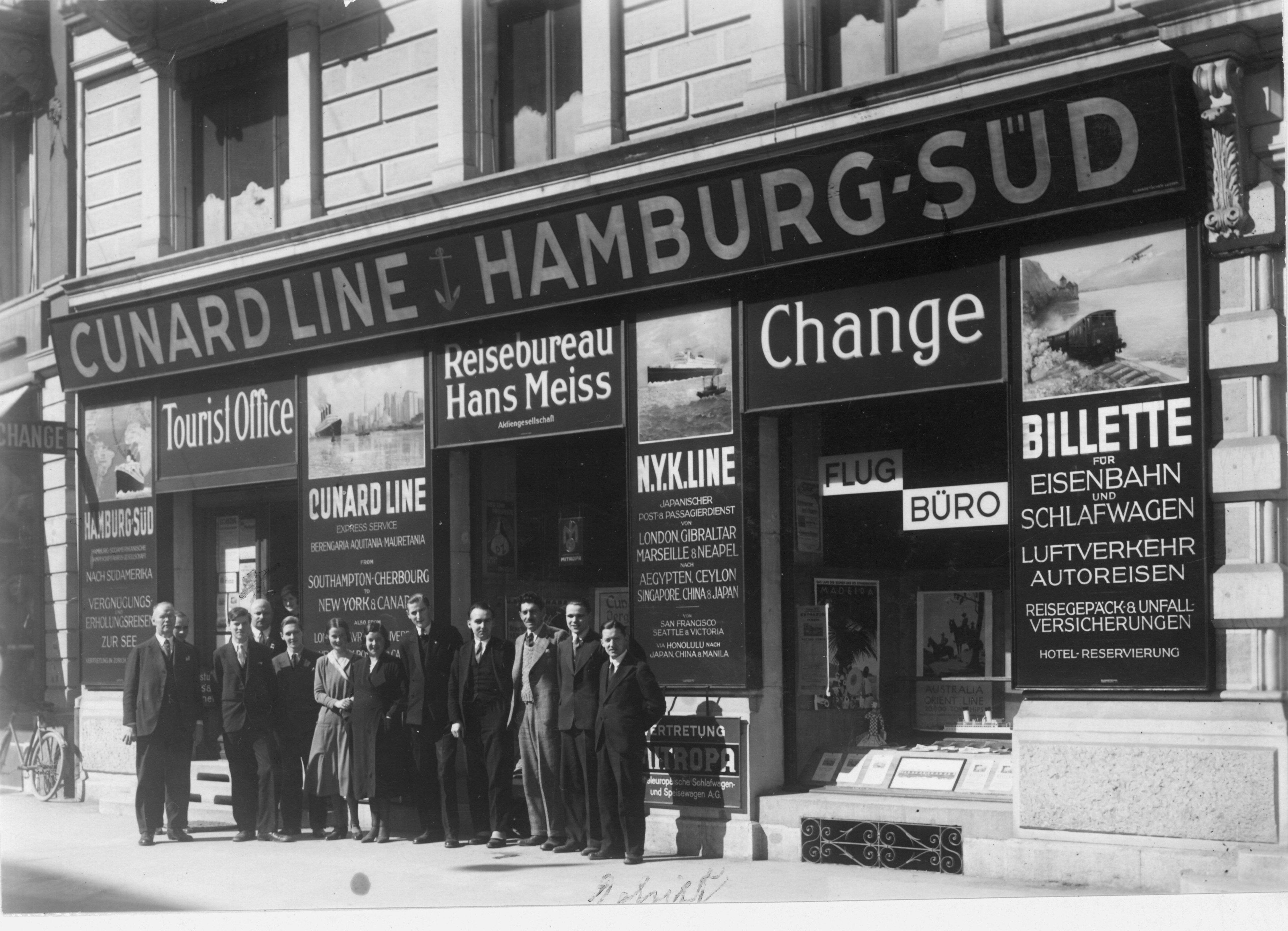
Geschäftsfront des Reisebüros H. Meiss (1936)

### Hotel «Habis Royal»
Das Haus Bahnhofplatz 14 und 14a ist ein ehemals fünfteiliger Häuserkomplex, der bis zum Bau der Durchmesserlinie die Hausnummern 11 bis 14 trug. Er liegt als einzige Gebäude an der kurzen Strasse, die den eigentlichen Bahnhofplatz mit der Gessnerallee verbindet, aber auch die Hausnummern des Bahnhofplatzes trägt. In ihm waren die beiden Hotels «Habis-Royal» und «Bayrischer Hof» untergebracht. In Bahnhofplatz 13 befand sich eine Filiale der Basler Auswanderer-Agentur Andreas Zwilchenbart.
Der Gebäudekomplex wurde nach den Plänen von Albert Mayerhofer von Conrad Frei-Wepfer, Heinrich Schulthess und A. Schweizer 1878 errichtet. Alle fünf Gebäude wurden 1904 durch die Hotel-Royal-Habis-Bahnhofs AG gekauft und zu den Hausnummern 14 und 14a zusammengefasst. Die Hausnummer 12 wurde an die ehemalige Liegenschaft Löwenstrasse 71 vergeben.
Im Zusammenhang mit dem Bau des Tiefbahnhofs der SZU wurde das Haus mit der denkmalgeschützten Gebäudefassade 1986 abgerissen und nach Fertigstellung des Tiefbaus neu erstellt, wobei die Fassade detailgetreu rekonstruiert wurde. Die Planung des Neubaus wurde von Stücheli Architekten durchgeführt. Mit dem Bau des Tiefbahnhofs Löwenstrasse wurde 2012 bis 2014 das Shopville unter dem Bahnhofplatz nach Westen bis zur Gessnerallee verlängert. Das Habis Royal im Besitz von Swiss Life erhielt dadurch einen direkten Zugang aus dem Shopville.

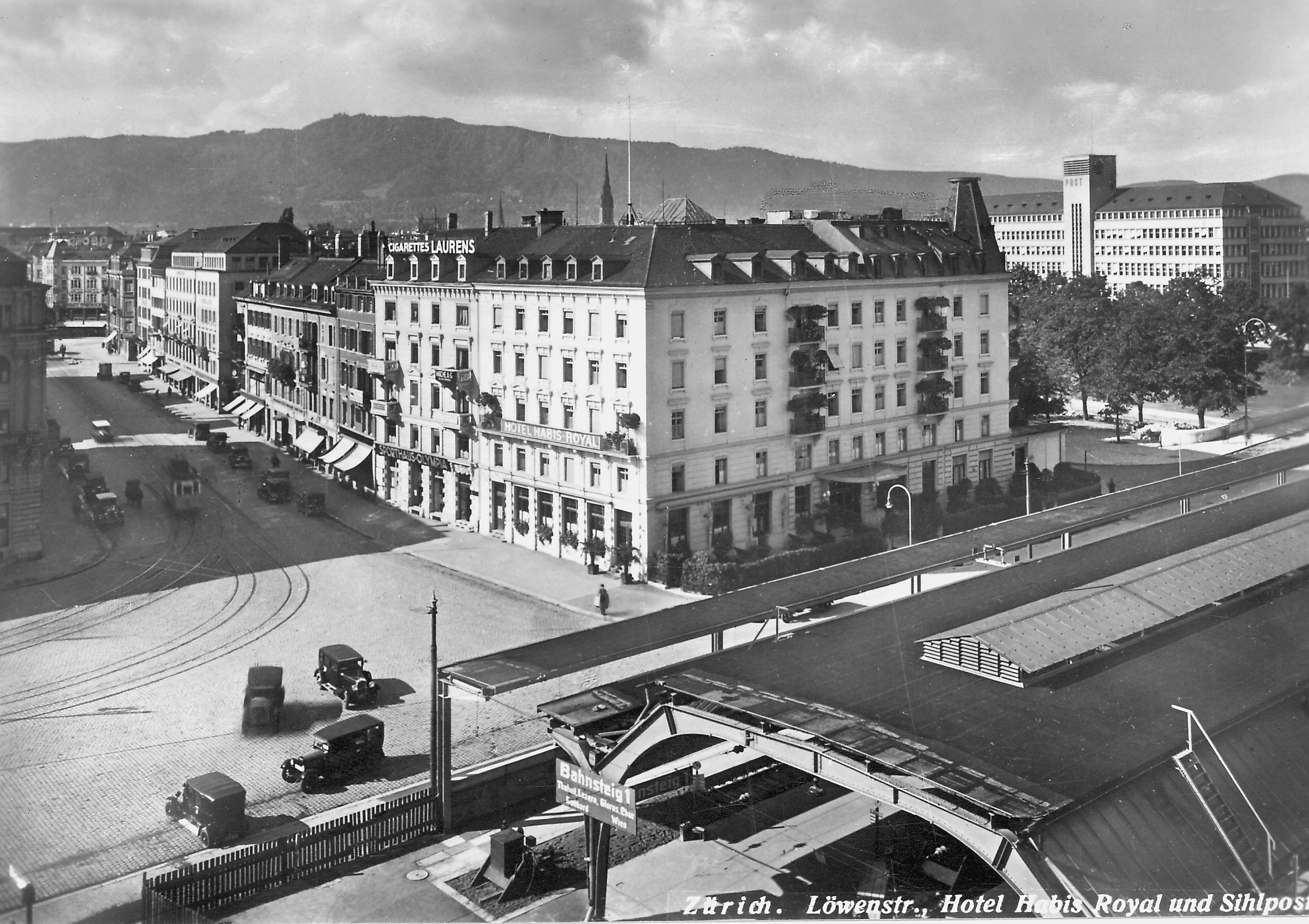
Hotel Habis Royal auf einer Postkarte Ende der 1920er-Jahre
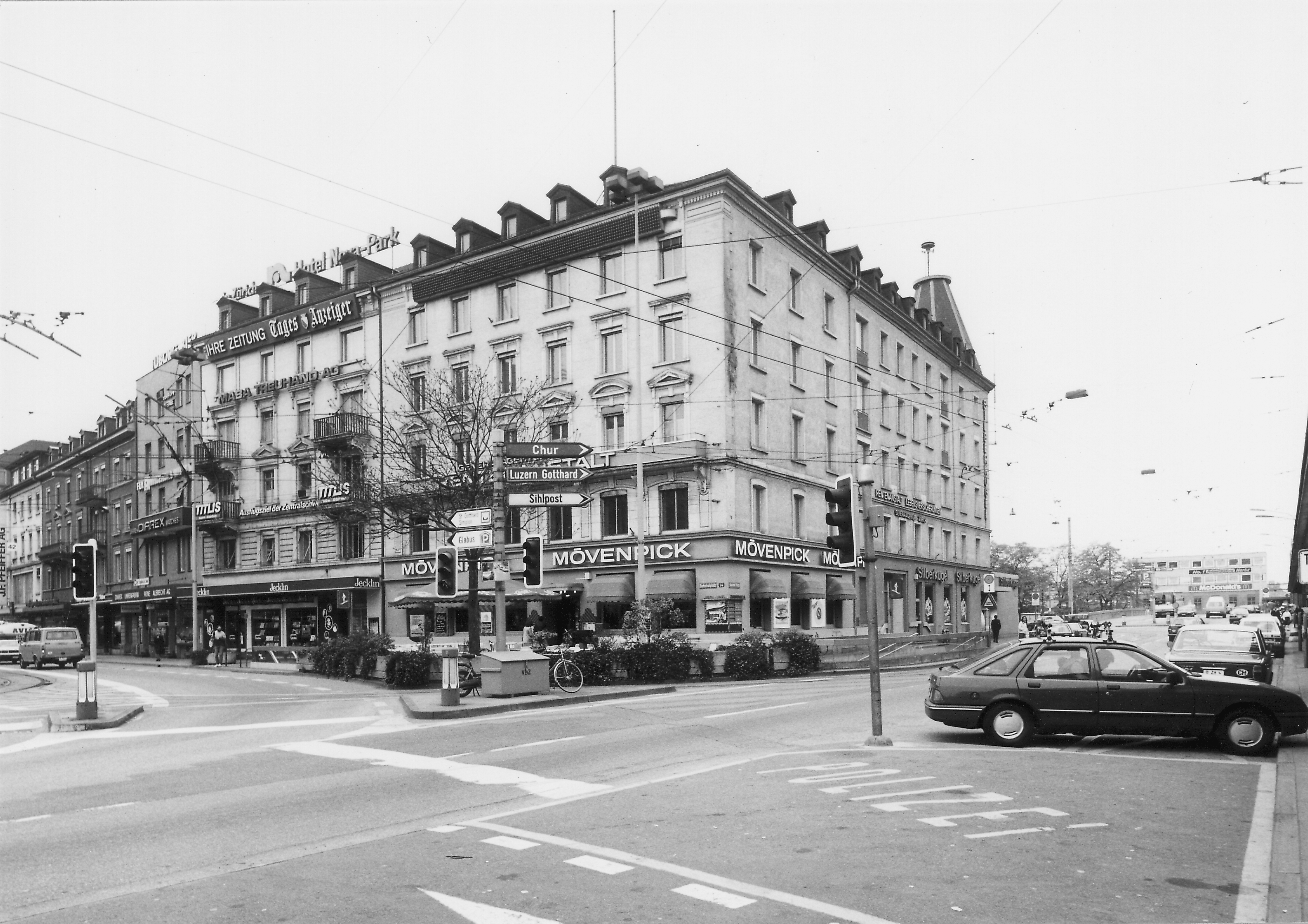
Mehrfamilienhaus (links) und Hotel Habis Royal (1985)
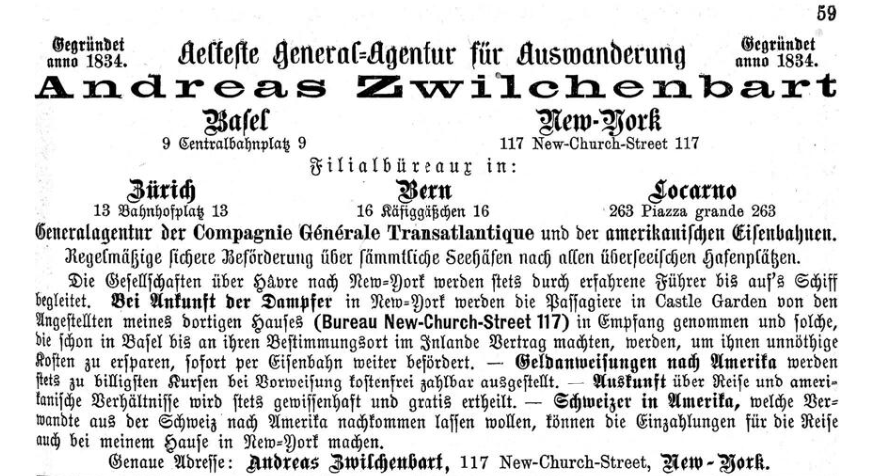
Inserat der Auswanderer-Agentur Andreas Zwilchenbart

### Hauptbahnhof
Bahnhofplatz 15 (Museumsstrasse 1–5), der zwischen 1865 und 1871 von Jakob Friedrich Wanner erbaute Hauptbahnhof von Zürich.